# جوزيف أوكونور (سياسي)
جوزيف أوكونور (بالإنجليزية: Joseph O'Connor)‏ هو سياسي أيرلندي، ولد في 1839 في جمهورية أيرلندا، وتوفي في 22 يوليو 1913 في أستراليا. انتخب عضو الجمعية التشريعية نيو ساوث ويلز عن دائرة Electoral district of Mudgee ‏ (1873 – 1874).